# Pockau
Pockau este o comună din landul Saxonia, Germania.